# Jacinto Abad de Ayala
Jacinto Abad de Ayala, escritor español del Siglo de Oro.
Bien poco se conoce sobre este autor, apenas lo que cuenta de sí en sus obras. Por los subidos elogios que dedica a la ciudad granadina de Guadix, quizá fue natural de esa ciudad o de alguna otra cercana a las faldas de Sierra Nevada. Fue gentilhombre y aposentador de la compañía de los "Cien continuos hijosdalgo de Castilla". Aparece contribuyendo con décimas a los preliminares de dos obras de Francisco Navarrete y Ribera (Flor de sainetes, 1640 y La casa del juego, 1644) Escribió una sola novela cortesana bastante misógina, El más desdichado amante y pago que dan las mujeres (Madrid: Juan Sánchez, 1641), de la que existe edición facsímil (Madrid: 1973) y que está dedicada a Cristóbal de Portocarrero y Luna, Conde de Montijo.
Tras unas palabras del autor, el volumen lleva versos preliminares de Pedro de Castro y Francisco Navarrete y aprobaciones de fray Diego Niseno y del licenciado Francisco Caro de Torres. La novela cuenta dos aventuras amorosas desdichadas del protagonista, una en Sevilla y otra en Madrid.
En el Archivo General de la Región de Murcia se guarda el Testamento del capitán don Jacinto Abad de Ayala, sargento mayor y castellano del Castillo de Cartagena, fechado a 6 de noviembre de 1660. aunque podría tratarse de una simple homonimia, el año y el estatus del firmatario no lo hacen incompatible con el autor de "El más desdichado amante·. El capitán Abad de Ayala declaró sus últimas voluntades antes de ir a los Baños de Fortuna para curarse de una enfermedad, y el documento proporciona las siguientes noticias: se había casado por vez primera con doña María de Escobar Castellanos y, tras enviudar, contrajo un nuevo matrimonio con doña Mariana de Vera. En 1651 se le había concedido el hábito de caballero de Santiago, pero no llegó a tomar posesión de él y dispuso que lo recibiera uno de sus descendientes; a saber: su hija, doña Catalina Abad y Ayala; su nieta, doña Francisca Antonia de Quesada; o bien su sobrino, don Pedro Gil Abad.<(cf. M. Rosso, Abad de Ayala, entre misoginia y desengaños ejemplares, en Abad de Ayala, 2021).> 